# Shirley Eckel
Shirley Gretchen Eckel (verheiratete Shirley Kerr; * 3. Februar 1932; † 1. November 2023) war eine kanadische Hürdenläuferin.
Bei den British Empire and Commonwealth Games 1954 in Vancouver wurde sie über 80 m Hürden Fünfte in 11,3 s bei übermäßiger Windunterstützung.
1952, 1953 und 1956 wurde sie in dieser Disziplin Kanadische Meisterin. Ihre persönliche Bestzeit von 11,6 s stellte sie am 27. Juni 1952 in Hamilton auf.